# Anatkina quadrilineata
Anatkina quadrilineata är en insektsart som först beskrevs av Victor Antoine Signoret 1853.  Anatkina quadrilineata ingår i släktet Anatkina och familjen dvärgstritar. Inga underarter finns listade i Catalogue of Life.